# 色慾橫流
《色慾橫流》（義大利語：Passi di danza su una lama di rasoio）是一部1973年的意大利鉛黃電影，由Maurizio Pradeaux執導，Robert Hoffmann、Nieves Navarro和Luciano Rossi主演。

## 劇情
Kitty（Susan Scott饰）与父母一同在意大利度假，再次与男友Alberto（Robert Hoffmann饰）相会。她使用投币望远镜观察城市建筑时，目睹了一起谋杀案：一名女子在自己的公寓里被一名戴着黑帽、眼镜和大衣的杀手刺死。Kitty因望远镜时间用尽而未能看清更多细节，只看到了凶手逃离的街道号码、一个卖花生的小贩和一名清洁女工，但凶手已不见踪影。
Kitty未能引起一名休班消防队员的注意，于是她告诉了Alberto，他们一起去了警察局。Alberto因伤行动不便，但没有透露具体细节。由于案件细节不足，调查员对此案并不十分投入。但后来，拜访了Kitty和Alberto，透露死者已被发现。
警官要求Kitty回忆案发细节，她记得凶手使用了拐杖。Alberto因其受伤而一度成为嫌疑人，尽管Kitty只是想帮忙，他还是对她大发雷霆。后来，那名小贩被凶手跟踪至家中，凶手用拐杖从窗户伸手抓住他，并用直刀割断了他的喉咙。原来，小贩曾试图勒索凶手，以保持对其身份的沉默，但最终被杀以封口。
Alberto被证实无罪后，调查员向他透露，在最近的两起谋杀案之前，还有第二名女性被杀。这些案件都与凶手拐杖留下的痕迹有关。后来，清洁女工打电话给Alberto，将他带到她的公寓，以提供凶手信息为由向他勒索。Alberto同意了，但该女工随后也被杀。Alberto陪同他的朋友及同事Marco去参加一名舞者Magda的试镜，由Marco的妻子Lidia管理。（Lidia有一个双胞胎姐妹Silvia。）Magda回到酒店房间后，凶手藏在床下，随后用枕头将她闷死。
为了抓住凶手，Alberto说服Kitty假扮成妓女参与警方的诱捕行动。一名男子给了她钱，Kitty向观察的应急响应人员暗示该男子拥有一根拐杖。当警车驶来拦截该司机时，警察局长从车上走下来，揭露了自己的身份。这场尴尬的行动导致了诱捕行动的取消，使得局长对调查的压力加大。
一名女子提供了关于凶手的信息，因为她在其中一起谋杀现场看到了凶手的脸，并对其意图有所了解。她来到Arrighi家，当Lidia让她等待时，这名女子看到一张照片后惊恐地逃离，因为她在照片中认出了某些东西。凶手潜入她的车后座，在开车途中用拐杖勒住她的喉咙，并将她砍死。
Kitty和Alberto尝试寻找其他线索，他们意识到Magda和最初被谋杀的两名女性都曾就读于同一家舞蹈学院。当学院负责人无法提供帮助时，一名学生提出帮。他们都同意在夜间闯入学院查看记录。他们最终进入后，文件显示了一个熟悉的面孔。Alberto和学生被凶手锁在衣柜里分开了。凶手试图谋杀Kitty，并追逐她进入附近的温室。就在凶手准备下手时，调查员赶到并将其击毙。
手电筒照亮凶手，揭露他是Marco。所有三名舞者都曾为Marco试镜，他因认为她们表现不佳而将她们杀害。拐杖是用来误导警方的掩饰。案件结束后，Lidia向Alberto详细解释了这一切。

## 演员
- Robert Hoffmann 饰 Alberto Morosini
- Nieves Navarro 饰 Kitty（署名Susan Scott）
- George Martin 饰 Inspector Merughi
- Anuska Borova 饰 Lidia Arrighi/ Silvia Arrighi（双胞胎）
- Simón Andreu 饰 Marco
- Salvatore Borgese 饰 Asdrubale Magno
- Luciano Rossi 饰 Richard
- Serafino Profumo
- Anna Liberati
- Salvatore Borgese 饰 Paleto[2]

## 评价
AllMovie对这部电影的评价是：“复杂的情节和时尚的视觉效果并不一定能立即产生一部好的铅黄电影”，但也表示“这部电影有几个令人难忘的谋杀场景，还有一些幽默元素。”